# Francisco Lemos
Francisco António Torrejoncillo Lemos (* 4. Oktober 1939 in Lissabon) ist ein portugiesischer Badmintonspieler. 

## Karriere
Francisco Lemos startete seine sportliche Laufbahn als Leichtathlet, bevor er zum Badminton wechselte und dort seine größten Erfolge feiern konnte. So gewann er 1967 die Portugal International im Herrendoppel und 1975 die nationalen Titelkämpfe in der gleichen Disziplinen. Silber konnte er unter anderem bei den Portugal International 1967 und den portugiesischen Meisterschaften 1968, 1970 und 1975 erkämpfen.

## Sportliche Erfolge
| Saison | Veranstaltung                   | Disziplin    | Platz | Name                                 |
| ------ | ------------------------------- | ------------ | ----- | ------------------------------------ |
| 1967   | Portugal International          | Herrendoppel | 1     | Francisco Lemos / Fernando Pinto     |
| 1967   | Portugal International          | Herreneinzel | 2     | Francisco Lemos                      |
| 1968   | Portugal: Einzelmeisterschaften | Herreneinzel | 2     | Francisco Lemos                      |
| 1970   | Portugal: Einzelmeisterschaften | Herrendoppel | 2     | Francisco Lemos / Pinto Alves        |
| 1975   | Portugal: Einzelmeisterschaften | Herrendoppel | 1     | Francisco Lemos / Guilherme Trindade |